# Tall Allusz
Tall Allusz (arab. تل علوش) – miejscowość w Syrii, w muhafazie Aleppo. W 2004 roku liczyła 1412 mieszkańców.